# Cholmondeley Sound
De Cholmondeley Sound is een diepe baai of inham in de Alexanderarchipel in de Alaska Panhandle in het zuidoosten van Alaska in de Verenigde Staten.

## Geografie
De inham heeft een lengte van 26 kilometer en een breedte van twee kilometer. Ze ligt in het zuidoosten van het Prins van Waleseiland en snijdt vanuit het noordoosten in op het eiland. In het noordoosten mondt de inham uit in de Clarence Strait. In het westen splitst de inham zich in twee fjordachtige takken: West Arm Chomondeley Sound is ongeveer 12 kilometer lang en South Arm Cholmondeley Sound is ongeveer 13 kilometer lang. De totale lengte vanaf de ingang van de inham tot aan de kop van de West Arm bedraagt ongeveer 26 kilometer. De kop van de West Arm wordt door een waterscheiding gescheiden van Hetta Inlet aan de westkust van het Prins van Waleseiland.
De inham ligt in het Tongass National Forest.
Het waterlichaam ligt in de mariene ecoregio Noord-Amerikaans Pacifisch Fjordland.

## Geschiedenis
De zeestraat werd op 21 augustus 1793 door kapitein George Vancouver genoemd ter ere van George Cholmondeley, 1e Markies van Cholmondeley. De zeestraat werd ook "Zaliv Chasiny" of "Chasiny Bay" genoemd door de Russische kapitein Tebenkov van de Russische Keizerlijke Marine in een kaart die in 1853 door de Russische Hydrografische Dienst werd gepubliceerd.